# نفیسه عظیمی
نفیسه عظیمی (زاده ۱۳۵۲ ولسوالی جاغوری ولایت غزنی) سیاستمدار افغانستان و نماینده مردم ولایت غزنی در دوره شانزدهم مجلس نمایندگان است. وی در مجلس شانزدهم نمایندگان افغانستان عضو کمیسیون عدلی و قضایی، اصلاحات اداری و مبارزه با فساد اداری	 می‌باشد.

## زندگی‌نامه
نفیسه عظیمی زاده ۱۳۵۲ از ولسوالی جاغوری ولایت غزنی می‌باشد. ایشان تحصیلات عالی خود را از دانشکده مهندسی دانشگاه کابل در رشته ساختمانی در مقطع لیسانس به اتمام رسانید.

## دیگر فعالیت‌ها
دیگر فعالیت‌های ایشان:
- تدریس در مدارس.
- عضو و ریاست شورای ولایتی غزنی.
- کارمند موسسه فیوچرجنریشن، ترینرCHW در موسسه SDO در جاغوری و منیجر در موسسه JRSP.